# Epigynopteryx bipunctaria
Epigynopteryx bipunctaria là một loài bướm đêm trong họ Geometridae.